# Юта (линеен кораб, 1909)
Юта (на английски: USS Utah (BB-31)) е линеен кораб на САЩ от типа „Флорида“. Втори кораб в тази серия.
Участва в многобройни учения, флагман на бойни съединения. През 1918 г. взаимодейства с английския Гранд Флийт по време на Първата световна война. Линкорът е изваден от състава на флота на 1 юли 1931 г. и се използва като учебен. На 7 декември 1941 г., по време на нападението над Пърл Харбър, линкорът „Юта“ е потопен от японски авиационни торпеда.

## История на създаването
Заложен е в корабостроителницата New York Shipbuilding Corporation (Камдън, щата Ню Джърси) на 15 април 1909 г. На 31 август 1911 г. линейният кораб „Юта“ е зачислен в състава на флота.

## Въоръжение
Основното въоръжение на линкора „Юта“ са десет 305-мм оръдия Mark 6 c дължина на ствола 45 калибра, разположени в пет кули в диаметралната плоскост, по линейно-терасовидната схема. Стволът на оръдията е скрепен с шест цилиндъра. Затворите на оръдията се обслужват ръчно. Зареждането им е картузно. Зарядът е поместен в копринен картуз и съдържа 140,6 кг барут. Той придава на 394,6 кг бронебоен снаряд начална скорост от 823 м/с. При максималния ъгъл на възвишение от 15° това дава максимална далечина на стрелбата от 18 290 м. Боезапасът съставлява 100 снаряда на оръдие.

## История на службата
Корабът преминава продължител цикъл на изпитания, след които, през март 1912 г., е включен в Атлантическия флот. Последващите година и половина „Юта“ постоянно взема участие в учения, провежда бойна подготовка в състава на Атлантическия флот. „Юта“ преминава планов ремонт в Нюйоркска военноморска корабостроителница.
В началото на 1914 г. е изпратен за участие в учения, но поради събитията в Мексико е използван за препятстване на доставките на оръжие за временния президент Викториано Уерте. Заедно с други кораби блокира военната контрабанда. С края на операциите, през лятото се връща в САЩ.
Година след влизането на САЩ в Първата световна война, на 30 август 1918 г., линкорът „Юта“ се насочва за Англия, за да се присъедини към Гранд Флийт. Участва в бойното патрулиране в Северно море. Базира се в ирландското пристанище Бантри. След края на войната съпровожда лайнера „SS George Washington“ с президента Удроу Уилсън.
Линкорът се връща в САЩ и провежда бойна подготовка в Карибско море. Преминава частична модернизация по усилване на бронирането и модернизация на системите за управление на огъня, поставени са му целеуказатели „follow the pointer“ и противоторпедни постове. През 1920 г. получава номера 31. През 1921-ва, като флагмански кораб на ВМС на САЩ линкорът „Юта“ посещава западна Европа, пресича Гибралтар и влиза в Средиземно море. През октомври 1922 г. е сменен от крайцера „Питсбърг“ (USS Pennsylvania (ACR-4)).
От октомври 1922 г. оглавява 6-а дивизия линейни кораби. „Юта“ влиза в състава на силите на разузнавателния флота в течение на 3 години.
От 22 ноември 1924 г. до 18 март 1925 г. изпълнява „дипломатическа мисия“ посещавайки пристанища в Южна Америка с американска делегация на борда. През лятото на 1925 г. е в състава на учебна ескадра.
От 31 октомври 1925 г. в Boston Navy Yard в Бостън се провежда дълбока модернизация на линкора по изменено техническо задание спрямо това на линкора „Флорида“. Модернизацията завършва на 28 октомври 1927 г. След провеждането на бойна подготовка „Юта“ се насочва за Южна Америка, където превозва президента на САЩ Хърбърт Хувър от Монтевидео за Рио де Жанейро.
На 1 юли 1931 г., следвайки решенията на Лондонското военноморско съглашение линкорът е разоръжен и изключен от състава на флота. Той е преоборудван в радиоуправляем кораб-мишена в норфолкската корабостроителница. След преоборудването му кораба сменя бордовия си номер от ВВ-31 на AG-16. 8 години се използва като буксировчик на мишени за стрелба и бомбардировки на палубната авиация. Участва в многобройни учения, осъществява превозване на части на морската пехота на САЩ. Оценяван е като най-полезният и интензивно използван кораб във флота.
От 20 септември 1936 г. „Юта“ е учебен център за разчетите на зенитни автомати. На неговия борд преминават своите изпитания много образци от новото въоръжение. В т.ч. и т. нар. „Чикагско пиано“.
През лятото на 1939 г. корабът преминава пореден ремонт и модернизация, превръщайки се в многопрофилен изпитателен център. Започналата война в Европа води до форсирана подготовка на курсанти за флота на САЩ. До май 1941 г. „Юта“ постоянно участва в учения на флота, на борда му преминават своето обучение зенитчици.
От 31 май до 26 август в корабостроителницата „Пюджет Саунд Неви Ярд“ преминава ремонта на кораба, при който са поставени 4 нови 127-мм/38, 2 х 28-мм автомата и 4 х 76,2-мм/50 зенитни оръдия и 16 12,7-мм картечници. Бившият линкор е пребоядисан в бойния тъмносив цвят. След модернизацията корабът, на 14 септември, отплава за Хавайските острови. Базира се в Пърл Харбър.

## Гибел
При нападението на японците над Пърл Харбър корабът стои на бочка F-11 при остров Форд. В тази неделя старшите офицери се намират на брега, а старшият механик, капитан 3 ранг Соломон С. Айсквит, изпълнява задълженията на капитан.
Поради поставената на палубата дървена настилка е взет от японците за самолетоносач. В 8:01 получава няколко попадения от авиоторпеда, а след това е атакуван от бомбардировачи. 10 минути след началото на атаките, в 8:12 корабът се преобръща и потъва. В резултат на това загиват 52 матроса и 4 офицера. Тъй като след японската атака флота се занимава със спасяването на действащите линкори, изваждането на „Юты“ е преценено за нецелесъобразно. От кораба са демонтирани оръдията и най-ценното оборудване, в т.ч. приборите за управление на огъня.
Понастоящем на мястото на гибелта на кораба е построен мемориал. След войната потопеният USS Utah е обявен за военно гробище и мемориал. „Юта“, като кораб, загинал в бой, получава една бойна звезда. Всеки ден над останките на „Юта“ се вдига американския флаг.